# Повіт Міката-Камінака
Пові́т Міка́та-Каміна́ка (яп. 三方上中郡, みかたかみなかぐん, МФА: [mʲikata kamʲinaka guɴ]) — повіт в префектурі Фукуй, Японія. Повіт був утворений 31 березня 2005 року одночасно зі злиттям міст Міката (з повіту Міката) і Камінака (з району Онью), утворивши місто Вакаса.

## Географія
Загальна площа району становить 178,65 км².

## Демографія
Станом на 1 жовтня 2005 року в повіті жило 16 782 людини, густота населення становила 93,94 особи на км2.

## Міста та містечка
- Вакаса